# Mădăraș (Mureș)
Mădăraș (in ungherese Mezőmadaras) è un comune della Romania di 1265 abitanti, ubicato nel distretto di Mureș, nella regione storica della Transilvania. 
Mădăraș è divenuto comune autonomo nel 2004, staccandosi dal comune di Band.